# Consumptie-ijs

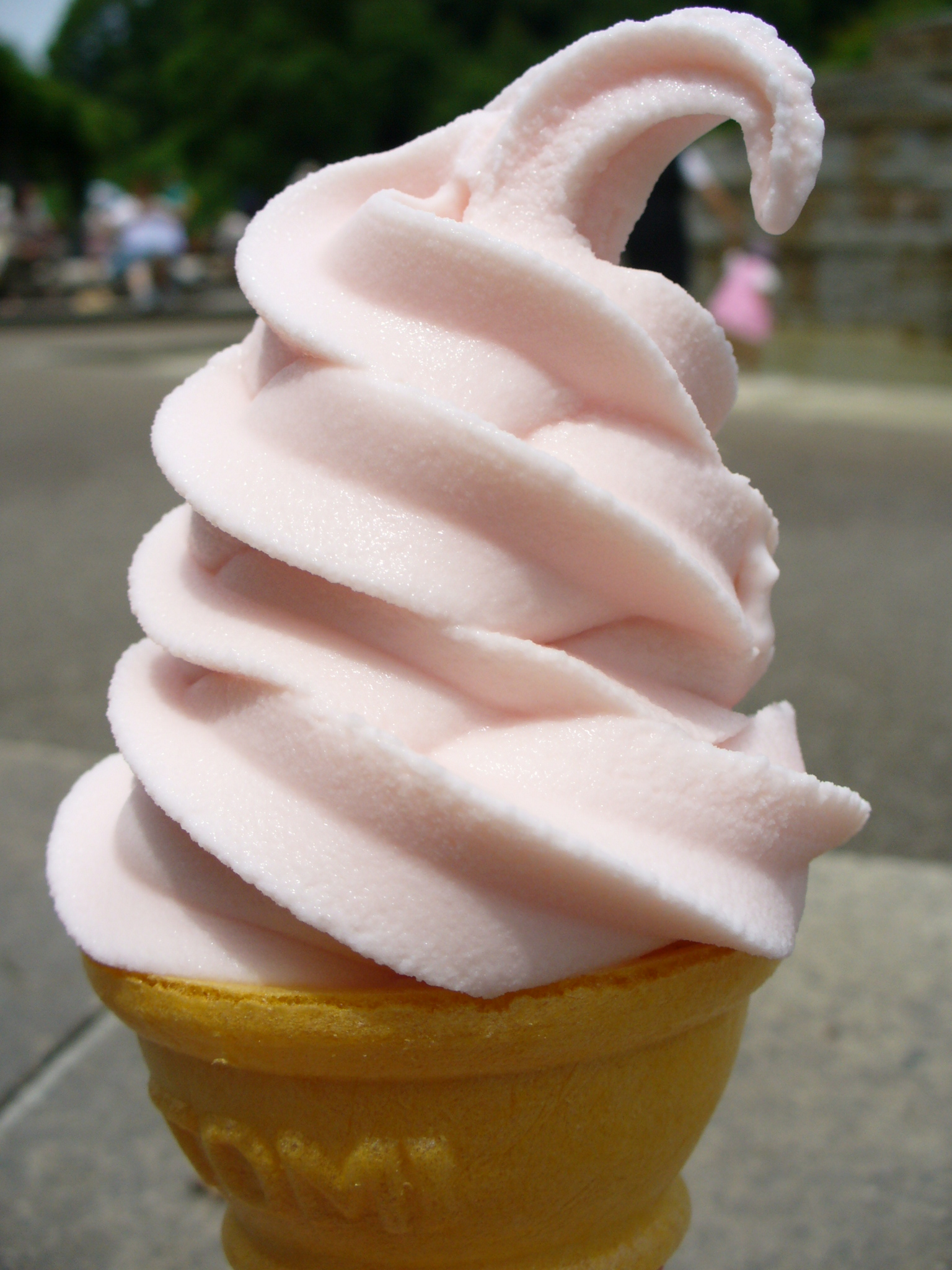
Softijs in een hoorntje

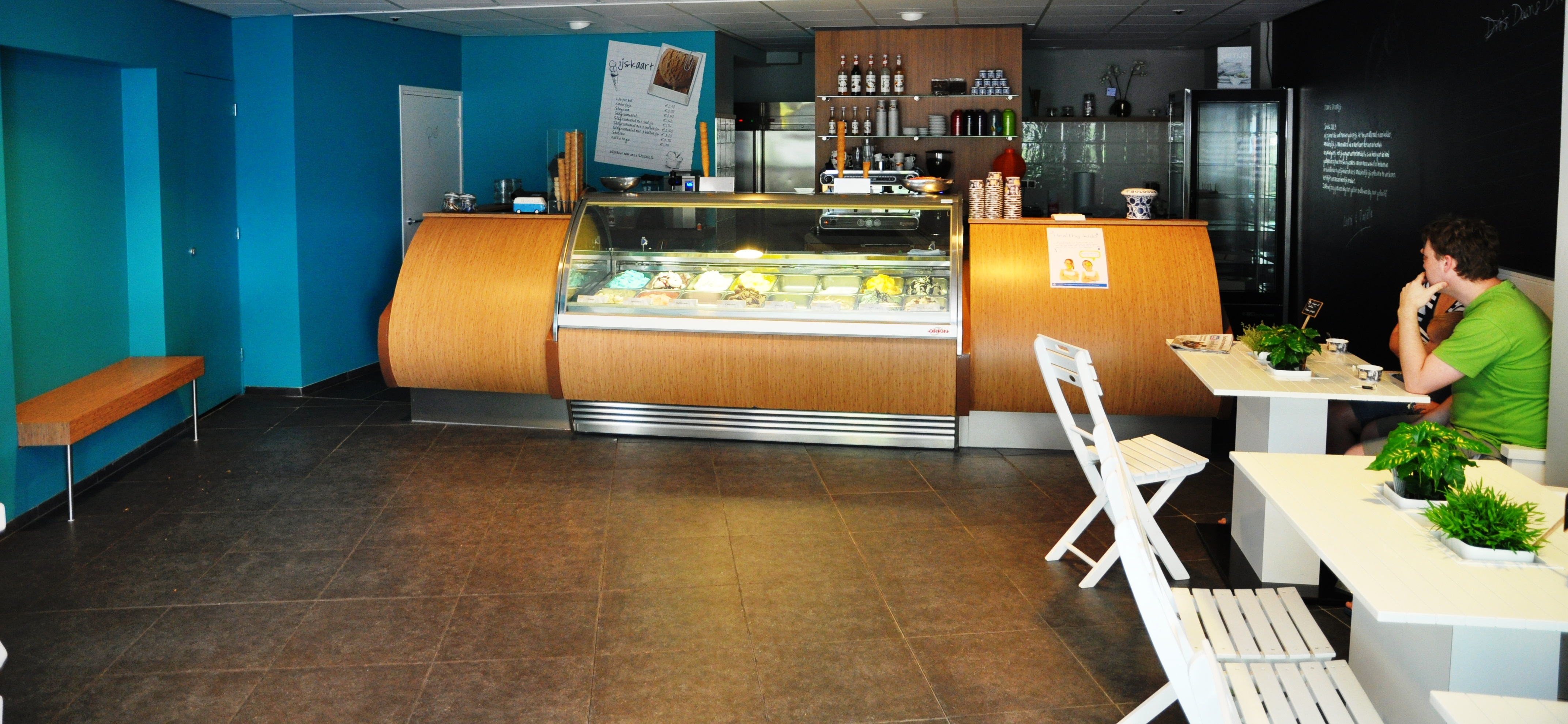
Moderne ijssalon

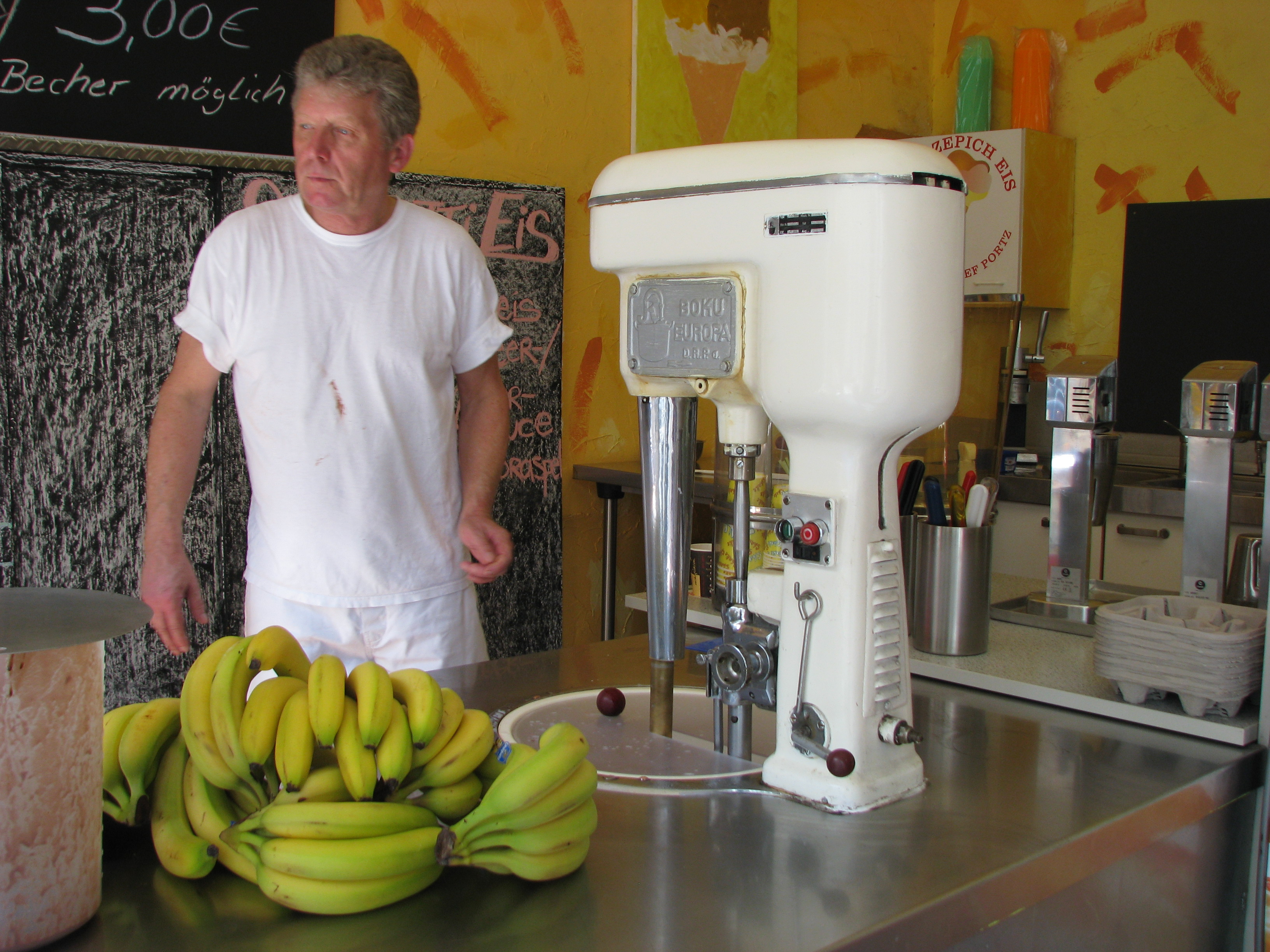
IJsmachine

Consumptie-ijs (meestal gewoon ijs genoemd) is een gerecht of lekkernij dat in bevroren toestand wordt gegeten, vaak als nagerecht of tussendoortje.

## Geschiedenis
De geschiedenis van ijs gaat terug naar de tijd van de Romeinen, waar men de allereerste keer sprak van een sorbet. De Romeinen waren er verzot op en serveerden hun gasten diverse ijsgerechten bereid met sneeuw, gemengd met honing, rozenwater en fruit.
Tijdens de overgang van de Romeinen naar de middeleeuwen ging veel van de kennis inzake de ijsbereiding verloren. De Arabieren namen de geheimen over en verfijnden ze. Het is ook geen toeval dat Sicilië, dat aan de grens van het Arabische rijk lag, de traditie van ijs overnam.
Voor de geschiedenis van het roomijs moet teruggegaan worden naar het begin van de renaissance. De techniek van koelen bestond al, maar werd steeds verder verfijnd. Door handel met de kolonies kwamen steeds meer grondstoffen voorhanden.
De Siciliaanse poelier Ruggeri won een roemrijke wedstrijd van de Catharina de' Medici met een creatie van "een bevroren zoetigheidje". Hij raakte beroemd en werd gevraagd door de grote vorstenhoven. Hij werd de aandacht beu zodanig dat hij het recept naar Catharina de' Medici opstuurde, verborgen in een beeldje, met de mededeling dat hij liever terugkeerde naar zijn beroep als poelier.
Roomijs werd zo populair in Italië dat het vroeg om een grootschalige bereiding. In 1686 vestigde de Siciliaan Procopio Coltelli zich in Parijs en begon er een semi-industriële ijsfabriek. Al gauw was zijn salon internationaal bekend. Een kleine honderd jaar na de oprichting verkocht de ijssalon tachtig verschillende smaken ijs. Napoleon, Chopin, Balzac en Voltaire kwamen er over de vloer.
Room- en melkijs raakten erg geliefd. Weldra bestond het in een hele waaier van smaken en kleuren, gecombineerd met allerlei sauzen en toppings. Consumptie-ijs viel ook bij de Amerikanen in de smaak en zij vonden als eerste een ijsmachine uit. De eerste fabriek voor consumptie-ijs werd gebouwd in Baltimore. De populaire hoorntjes zijn waarschijnlijk in de loop van de 19e eeuw ontstaan.

## Naamgeving
IJs is volgens de Belgische wetgeving onder vier categorieën weergegeven: roomijs, melkijs, waterijs en slagroomijs. 

### Roomijs
Roomijs is een substantie die door bevriezing een vaste of vastachtige substantie wordt, die in bevroren toestand voor consumptie is bestemd en in hoofdzaak is samengesteld uit room, melk en suiker, waaraan als bijkomende ingrediënten slechts een of meer van de volgende voedingswaren mogen zijn toegevoegd: koffie, chocolade (en dergelijke), vruchten (inclusief: confituren, jams, noten, notenpasta's vruchtensiropen), karamelsaus, honing, vanille (stokjes, essence), keukenzout, alcoholische dranken, voedingscaseïne/weipoeder, aromaten (behalve kunstmatige aromaten) en ethylvanilline. In Nederland is het beschermd door Artikel 6 van het Warenwetbesluit Gereserveerde aanduidingen. Volgens deze wet moet roomijs ten minste 5% melkvet bevatten en mag het geen melkvreemde vetten bevatten. 

### Melkijs
Melkijs is roomijs, maar met een lager melkvetgehalte (2,5%). Vaak wordt melkijs ingedeeld bij roomijs.

### Slagroomijs
Slagroomijs lijkt erg op roomijs, maar heeft een iets hoger vetgehalte. Dit komt doordat er slagroom aan toegevoegd is, in plaats van de minder vethoudende room.

### Waterijs
Waterijs is een massa die door bevriezing een vaste of pasta-achtige substantie wordt, welke in bevroren toestand voor consumptie is bestemd en in hoofdzaak is samengesteld uit vetvrije melk, droge stof, melkvet, suikers en drinkwater, en als bijkomende ingrediënten slechts een of meerdere van volgende voedingswaren:
- melk, geheel of gedeeltelijke afgeroomde melk, geconserveerde melk, room, boter, botervet;
- eetbare oliën, eetbare vetten;
- limonade met plantenextracten;
- de waren vermeld onder roomijs.

## Bekende ijsmerken
De wereldwijde ijsmarkt wordt gedomineerd door twee concerns: Unilever en Nestlé. Daarnaast zijn op verschillende markten lokale bedrijven actief. Bekende merknamen zijn:
- Hertog (Unilever)
- Ben & Jerry's (Unilever)
- Ola, Algida (Unilever)
  - Calippo
  - Raket (ijs)
  - Cornetto (ijsje)
- IJsboerke (Belgisch)
- Mona (Campina)
- Häagen-Dazs (Nestlé)
- Australian Homemade (Belgisch/Nederlands)
- Mövenpick (Nestlé)

## Calorieën
Afhankelijk van het soort ijs zitten er meer of meerdere calorieën in het ijs. IJsjes die op water gebaseerd zijn, zijn daardoor minder slecht voor de gezondheid dan ijsjes die op melk gebaseerd zijn.
| IJssoort                     | Calorieën |
| ---------------------------- | --------- |
| Raket                        | 40 kcal   |
| Bolletje (50 gram) sorbetijs | 40 kcal   |
| Festini-perenijsje           | 50 kcal   |
| Split                        | 85 kcal   |
| Bolletje yoghurtijs          | 70 kcal   |
| Calippo cola                 | 90 kcal   |
| Solero                       | 98 kcal   |
| Bolletje roomijs             | 100 kcal  |
| Twister                      | 103 kcal  |
| Mars Ice Cream               | 140 kcal  |
| Toef softijs (75 gram)       | 154 kcal  |
| Cornetto Classic             | 233 kcal  |
| Magnum Almond                | 272 kcal  |